# Някой пред вратата
„Някой пред вратата“ е български игрален филм (драма) от 1987 година на режисьора Милен Николов, по сценарий на Веселина Цанкова. Оператор е Димитър Лисичаров.

## Сюжет
Три жени – баба Марина, дъщерята Лиляна Минева и внучката Мариела, които по различни стечения на обстоятелствата са напуснати от мъжете си, живеят заедно. В миналото бабата е била оставена от съпруга си, обвинена, че няма собствено мнение. Това е дало отражение върху дъщерята. Тя е готова на всяка цена да успее в живота, без помощта на друг човек. Достигнала до добро служебно положение, Лиляна усеща огромна пустота в личния си живот. Отрезвяването настъпва, когато вижда драмата на своята дъщеря Мариела – типична представителка на младото поколение, което не умее да поема отговорност и да действа самостоятелно. Омагьосаният кръг, в който живеят трите жени, е обособен от собствените им чувства и настроения. Те се карат, обвиняват се една друга, докато постепенно осъзнаят, че умението да обичаш, прощаваш и разбираш, да опазиш топлотата в семейството, е най-важното призвание на жената.

## Актьорски състав
- Ирен Кривошиева – Мариела
- Соня Маркова – Лиляна Минева
- Катя Тодорова – Марина
- Леда Тасева – Кина
- Борис Луканов – Съпругът на Лиляна
- Елефтери Елефтеров – Стилян
- Асен Кисимов – Учителят по танци
- Анани Явашев – Петьо
- Павел Поппандов – Шофьорът
- Жана Стоянович – Учителката по танци
- Милка Янакиева
- Петър Божилов